# Adolf Des Coudres

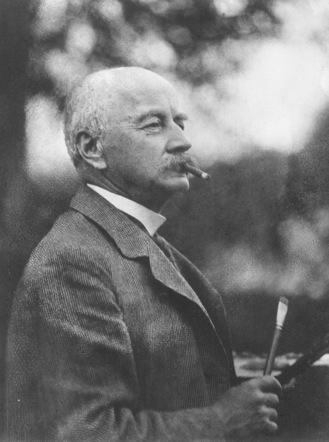
Adolf Des Coudres

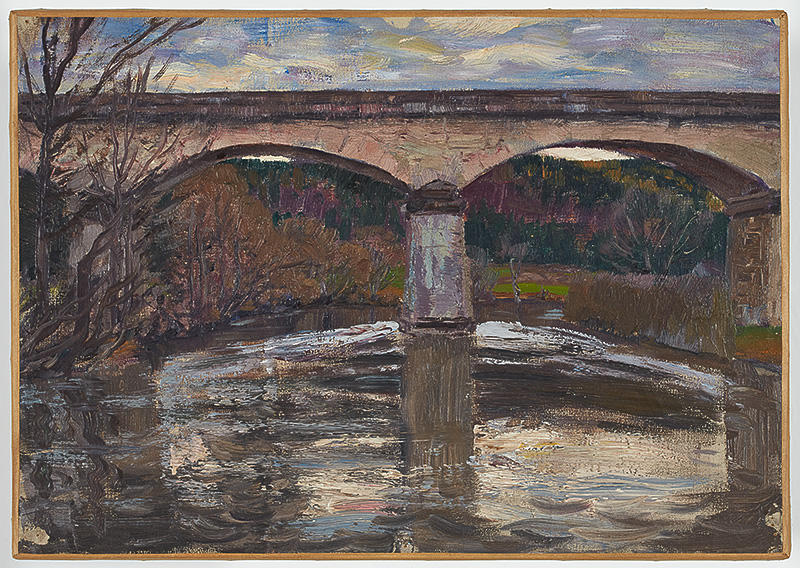
Große Brücke

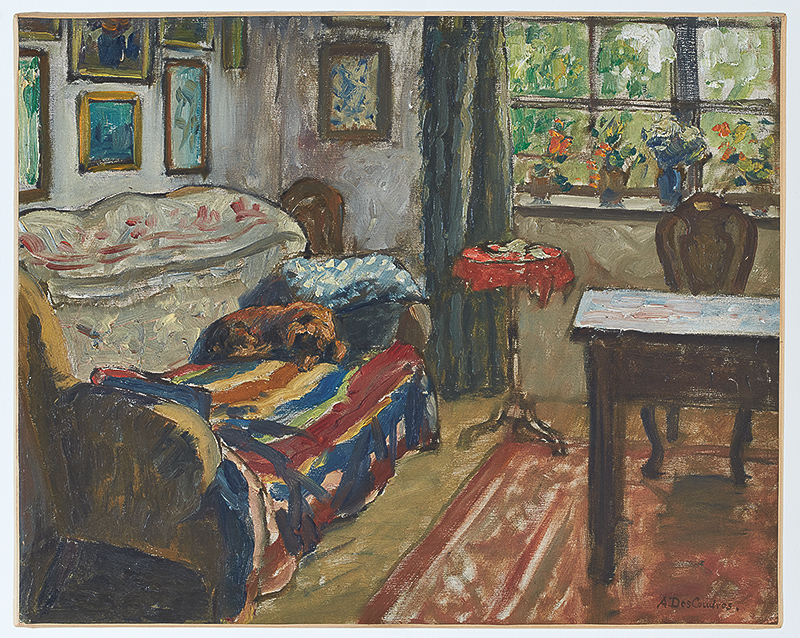
Hund auf Sofa

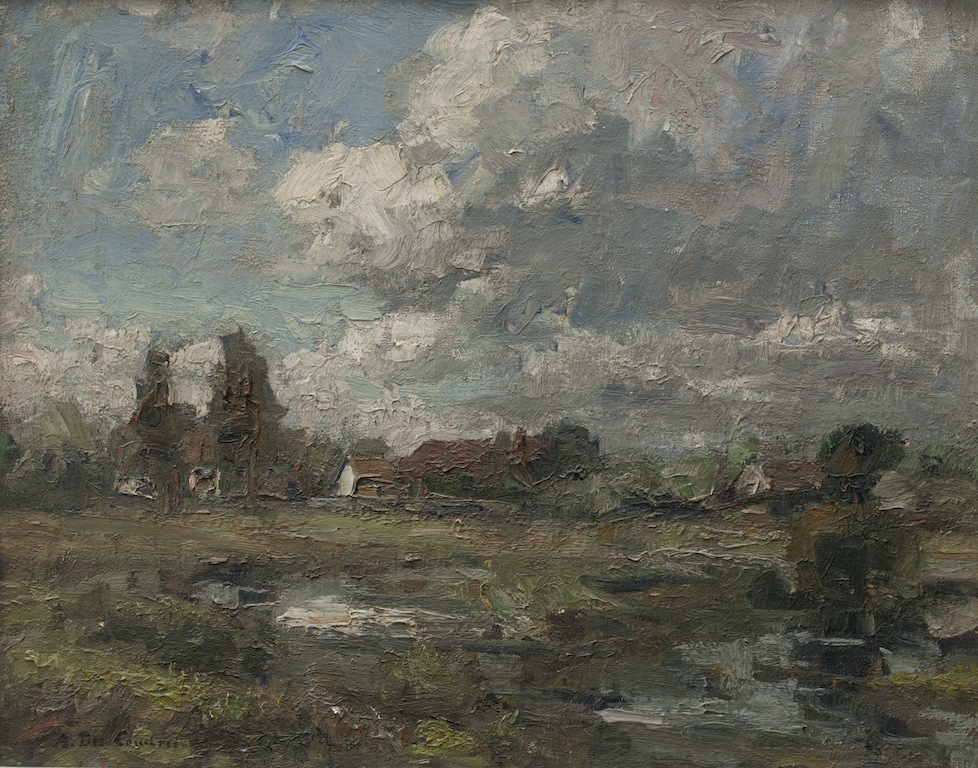
Landschaft

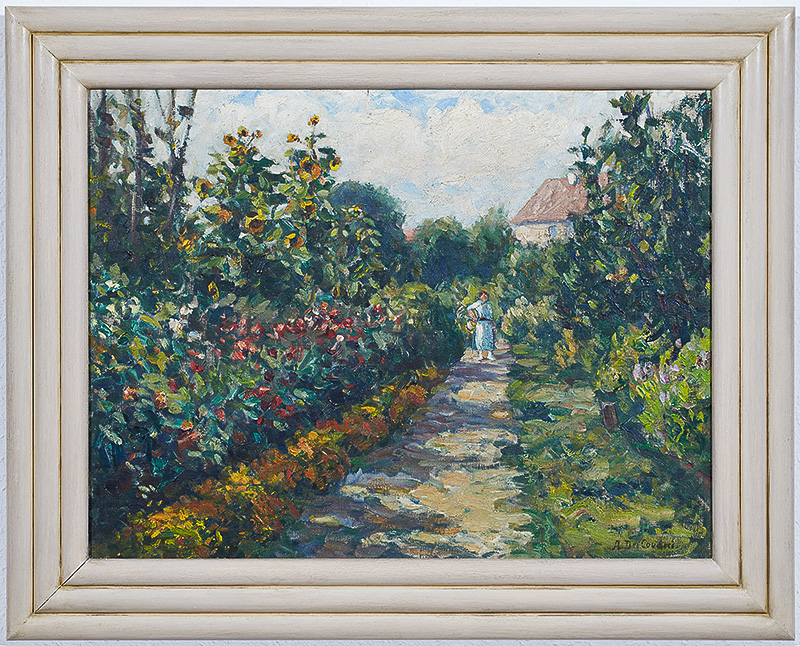
Luise im Garten

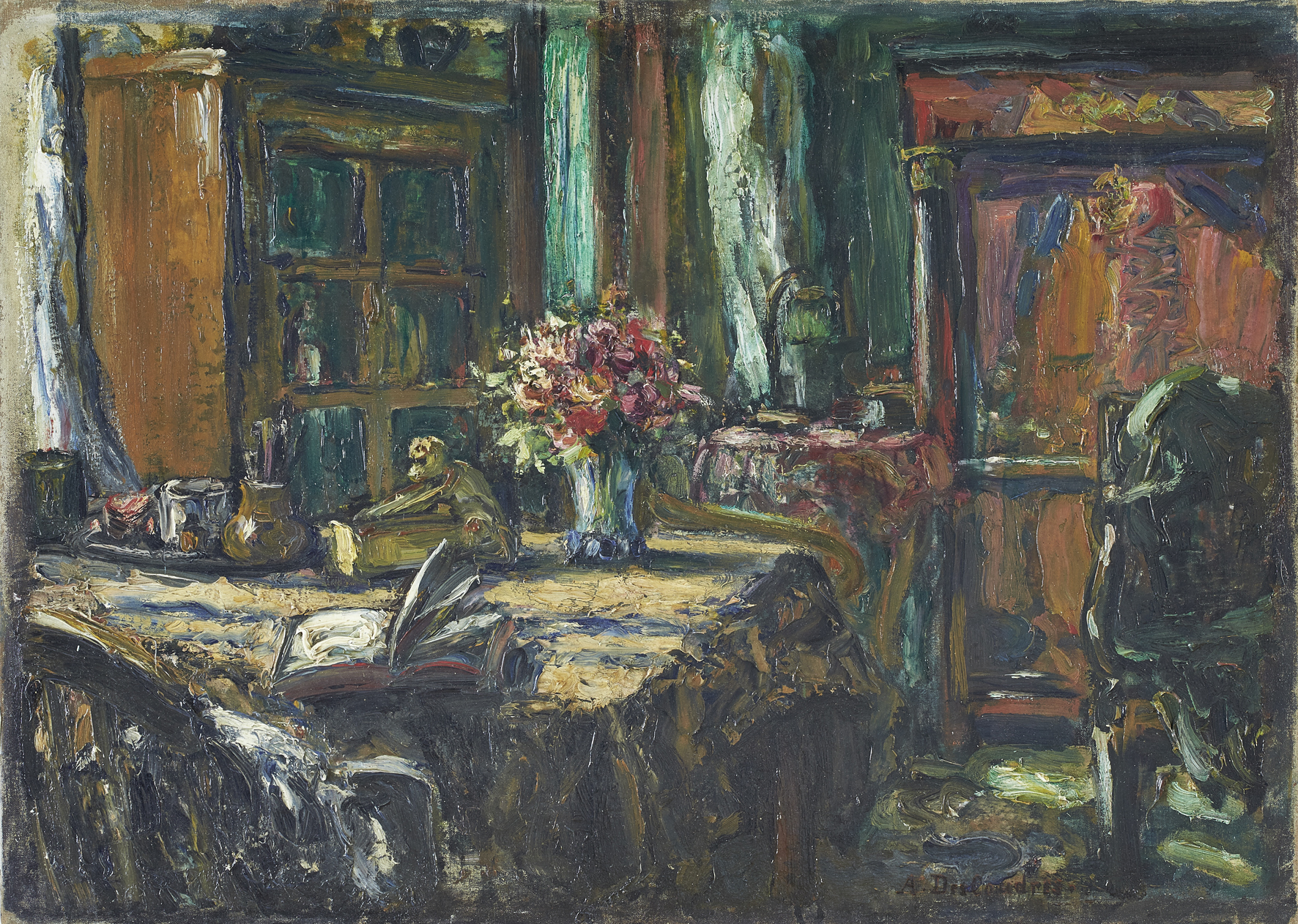
Interieur mit Blumenstrauß

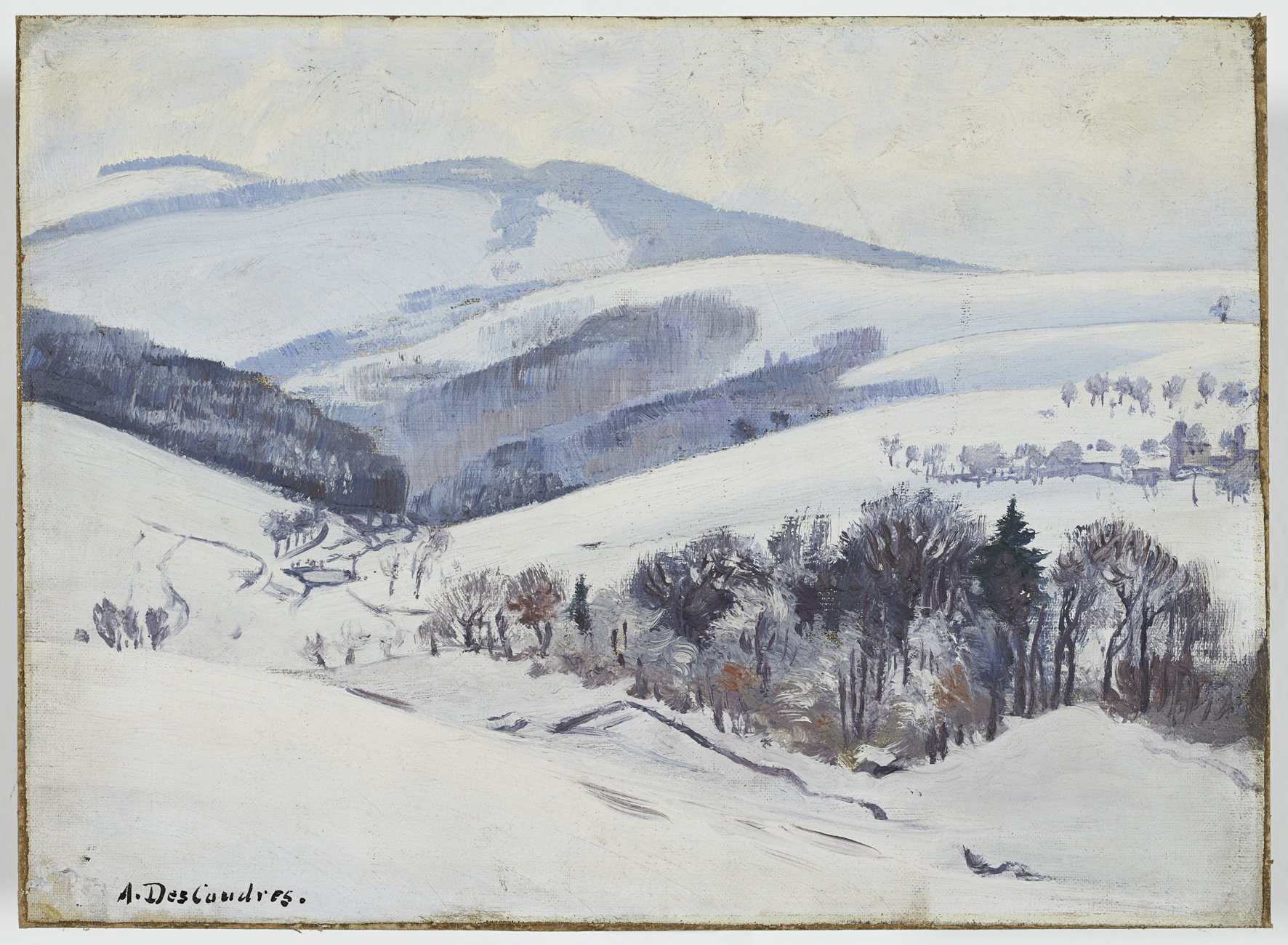
Winterlandschaft

Adolf Des Coudres (* 2. Juni 1862 in Karlsruhe; † 21. September 1924 in Fürstenfeldbruck) war ein deutscher Landschaftsmaler.

## Leben

### Ausbildung und Stil der ersten Jahre
Adolf Des Coudres wurde am 2. Juni 1862 in Karlsruhe geboren. Er stammte aus gutsituierten, großbürgerlichen Verhältnissen. Sein Vater Ludwig Des Coudres (1820–1878) war Maler und Professor der Antiken- und Malklasse an der Kunstakademie Karlsruhe. Vater Ludwig Des Coudres unterstützte die künstlerischen Bestrebungen seines Sohnes Adolf nicht, für den der Beginn eines Kunststudiums erst nach dem Tode des Vaters möglich wurde. Mit 19 Jahren ging Adolf Des Coudres 1881 an die Kunstakademie seiner Heimatstadt und wurde dort Schüler von Gustav Schönleber (1851–1917). Schönleber wurde Adolfs wichtigster Lehrer. Bei ihm studierte er von 1881 bis 1890 Landschaftsmalerei. In den ersten zwei bis drei Jahrzehnten war Des Coudres’ künstlerische Entwicklung stark von der Malerei Schönlebers und dessen Umkreis beeinflusst. Anregungen erhielt Des Coudres auch auf Studienreisen. Mehrfach suchte er „Malerkolonien“ auf, insbesondere die Künstlerkolonie Gutach im Schwarzwald, wo er mit Franz Gräßel (1861–1948), Albert Kappis (1836–1914) und Hermann Dischler (1866–1935) zusammentraf.

### Karlsruher Zeit
Nach Abschluss des Studiums arbeitete Adolf Des Coudres in seiner Heimatstadt Karlsruhe bis 1909 als freier Kunstmaler und beteiligte sich in dieser Zeit mit seinen impressionistischen Landschaftsbildern an verschiedenen größeren Kunstausstellungen in Baden-Baden, Karlsruhe und München. Er wohnte damals in der Bismarckstraße 75, als Atelieradresse gab er 1891 das „Atelierhaus Westendstraße Karlsruhe“ an. Nur ein paar Häuser weiter befand sich ein weiteres Atelierhaus, in dem um 1884 die Malerinnenschule Karlsruhe als Privatunternehmen ins Leben gerufen worden war. In den Jahren 1892 und 1893 zeigte Des Coudres Gemälde im Münchner Glaspalast, in denen er seinen Aufenthalt an der Ostsee in der Künstlerkolonie Ahrenshoop verarbeitete: Häuser in den Dünen (1892) und Fischerhäuser an der Ostsee (1893). Bilder zweier Holland-Reisen Mitte der 1890er Jahre wurden ebenfalls im Münchner Glaspalast ausgestellt. 1891 bis 1903 war er jährlich auf großen Kunstausstellungen im Münchener Glaspalast mit seinen Gemälden präsent.

### Emmering und Fürstenfeldbruck
Im Jahre 1910 zog Adolf Des Coudres in die Gemeinde Emmering im Landkreis Fürstenfeldbruck und baute sich an der Emmeringer Straße 55 eine Villa mit Ateliers für sich und seine Schwester Luise. Er lebte in der Nachbarschaft der Malerkollegen Franz Gräßel und Henrik Moor (1876–1940). Sie alle waren Mitglied der seit 1892 bestehenden Luitpoldgruppe in München, die in den Jahren 1907 bis 1919 von Fritz Baer geleitet wurde. In den Jahren 1910, 1911 sowie in den Jahren 1916 bis 1924 war Des Coudres wieder auf den großen Kunstausstellungen im Münchener Glaspalast vertreten. Im Juli 1914 beteiligte er sich an der ersten Fürstenfeldbrucker Kunstausstellung. 1915 starb seine geliebte Schwester Luise, die ihn sein Leben lang begleitet und mit ihm zusammen gewohnt hatte. 1918 entschloss er sich, seine Villa zu verkaufen und eine Wohnung im Ortskern von Fürstenfeldbruck, im ersten Obergeschoss des so genannten Bexenhauses (Schöngeisinger Straße 6) anzumieten. Am 3. November 1921 heiratete er die 20 Jahre jüngere Malerin Selma Plawneek. Trauzeuge war der Schriftsteller Hans Erich Blaich alias Dr. Owlglass. Ihre Ehe dauerte nur drei Jahre, denn am 21. September 1924 starb Adolf Des Coudres in Fürstenfeldbruck. Er und seine Frau Selma, die im März 1956 starb, haben auf dem alten Emmeringer Friedhof ihre letzte Ruhestätte gefunden.

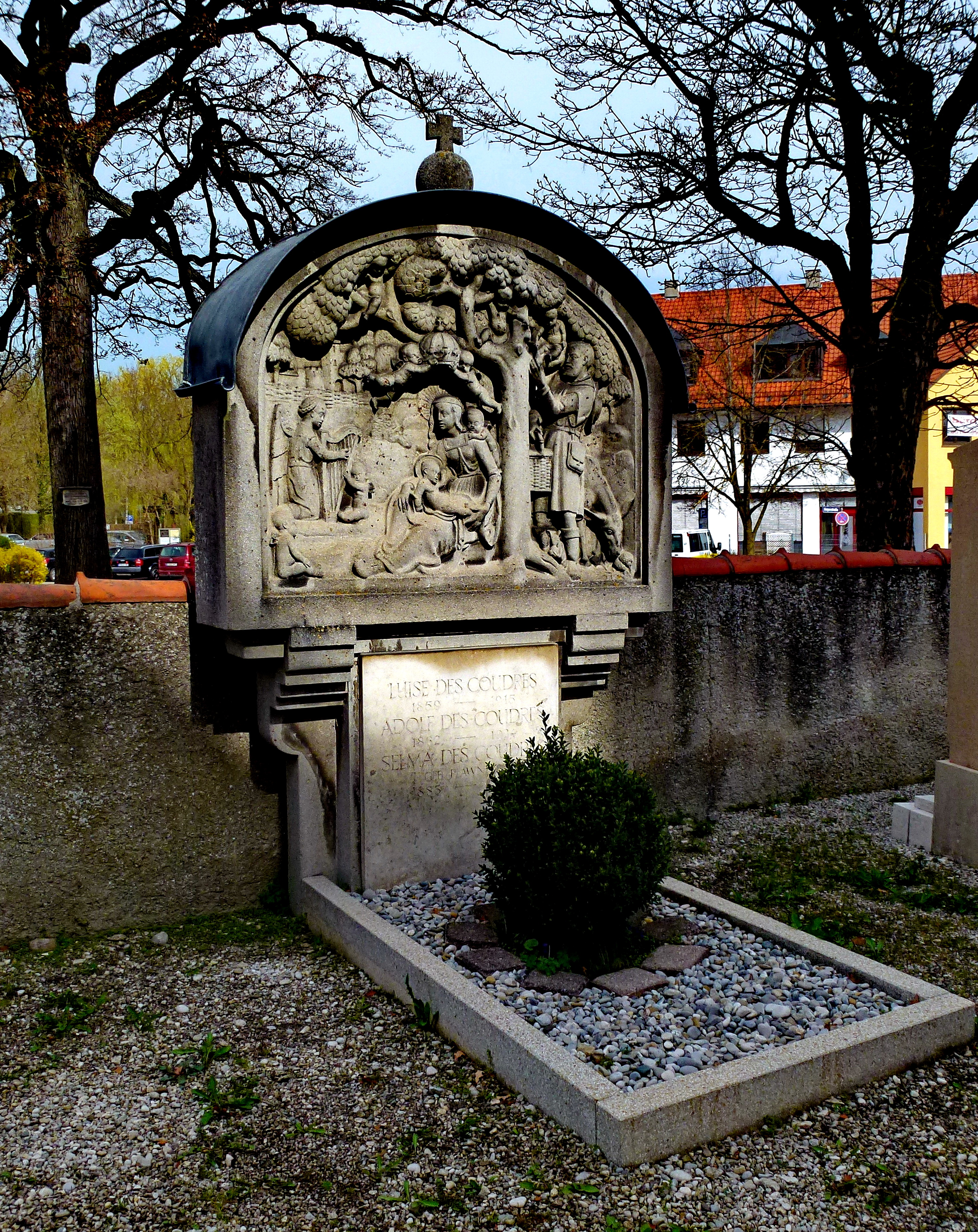
Friedhof der katholischen Pfarrkirche St. Johann Baptist & Evangelist in Emmering, Grabstein der Familie Des Coudres: Luise Des Coudres (1859–1915), Adolf des Coudres (1862–1924), Selma des Coudres, geb. Plawneek (1883–1956)

## Werk
Adolf Des Coudres’ Farbgebung orientierte sich an der Karlsruher Malerschule. Wie sein Lehrer Schönleber verwendete Des Coudres vorwiegend ungemischte und nur selten leuchtende Farben. In der Darstellung der Natur überwiegen Erdtöne; aber auch unterschiedliche Grauwerte und ein dunkles Ziegelrot sind Beispiele für Des Coudres’ koloristische Vorlieben. Die düsteren Farbnuancen Grün, Blau und Grau haben ihn auch in der Natur am meisten gereizt. Kräftige Farbakzente sind in seiner frühen Phase eher selten und meist an bestimmte Gegenstände oder Staffagen gebunden. Auch die willkürliche Auswahl der Bildausschnitte und die Kompositionsmuster des Jugendstils zeigen Schönlebers Einfluss. Trotz der relativ häufigen Studienreisen Des Coudres’ in den Norden oder Süden Deutschlands oder in angrenzende Länder blieben heimatliche Landschaften seine bevorzugten Motive. Des Coudres blieb mit seinen Sujets meist in der näheren Umgebung seiner jeweiligen Wohnorte, stellte Landschaften und Dinge teilweise sogar in Nahsicht dar, oft nur im Ausschnitt. Meist wählte er ganz unauffällige Bildmotive, Bäume an kleinen Flussläufen, ein paar alte Häuser, ein kleines Dorf. Es kam nur auf die Stimmung an – ein wesentliches Merkmal der „paysage intime“. In einigen späteren Werken Adolf Des Coudres’ macht sich ein stilistischer Wandel bemerkbar. Die Bilder gehen weg von einem sehr detailreichen naturalistisch-impressionistischen Stil hin zu Bildern, die durch ihren lebhaften, pastosen Farbauftrag mit breitem Pinsel einen weitgehend expressiven Ausdruck erhalten. Im Werk Des Coudres’ gehörte neben der Natur seit der Studienzeit die Architektur zu den wichtigsten Bildmotiven. So findet sich bei seinen frühen Zeichnungen und Gemälden ein romantisierender „nostalgischer“ Blick für das Pittoreske, der sich in „unbedeutenden“ Motiven wie Brücken, Treppen oder Hinterhöfen widerspiegelt. Arbeiten, die sich inhaltlich oder formal mit Brüchen der modernen Zeit auseinandersetzen, blieben zahlenmäßig hinter den harmonischen Bildmotiven zurück. In den letzten Jahren kommen einige buntere, teilweise heiter wirkende Sujets hinzu – weit entfernt von den eher düster-melancholischen Werken seiner früheren Jahre. In der letzten Schaffensperiode tauchen Stillleben und Interieurs als neue Bildthemen auf.

## Werke (Auswahl)
- Am Weiher
- Aus dem Garten
- Auf der Höhe
- Ein grauer Tag
- Vorfrühling
- Durchs Moor
- Große Brücke
- Hund auf Sofa
- Landschaft
- Luise im Garten
- Bei St. Maergen
- Interieur mit Blumenstrauß
- Winterlandschaft

## Ausstellungen
- 1988: 12. Gemäldeausstellung Maler in Bruck, Sparkasse Fürstenfeldbruck.
- 2008: Maler in Bruck – Zum 125. Jubiläum der Sparkasse, Sparkasse Fürstenfeldbruck.
- 2014: Selma und Adolf Des Coudres – Ein ungleiches Künstlerpaar, Museum Fürstenfeldbruck.